# Hypopteridia reversa
Hypopteridia reversa là một loài bướm đêm trong họ Noctuidae.